# زنبور بدون نیش
زنبورهای بی‌نیش یا زنبورهای بدون نیش، که گاهی به آن‌ها زنبورهای عسل بدون نیش می‌گویند، گروه بزرگی از زنبورها (حدود ۵۵۰ گونهٔ توصیف‌شده) هستند که به خانوادهٔ زنبوران عسل تعلق دارند و با زنبورهای عسل معمولی، زنبورهای درودگر، زنبورهای ارکیده و زنبورهای گرده ارتباط نزدیکی دارند. این زنبورها نیش دارند، اما این عضو بدن، در آن‌ها به‌شدت تحلیل رفته و این زنبورها نمی‌توانند از نیش خود برای دفاع استفاده کنند. این زنبورها رفتارها و مکانیسم‌های دفاعی دیگری از خود نشان می‌دهند. آن‌ها تنها نوع زنبور «بدون نیش» نیستند و همهٔ زنبورهای نَر و بسیاری از زنبورهای ماده از چندین خانوادهٔ دیگر مانند زنبورهای کاونده نیز نمی‌توانند نیش بزنند. برخی از زنبورهای بدون نیش، گزش‌های دردناک و قدرتمندی دارند.

## پراکندگی جغرافیایی

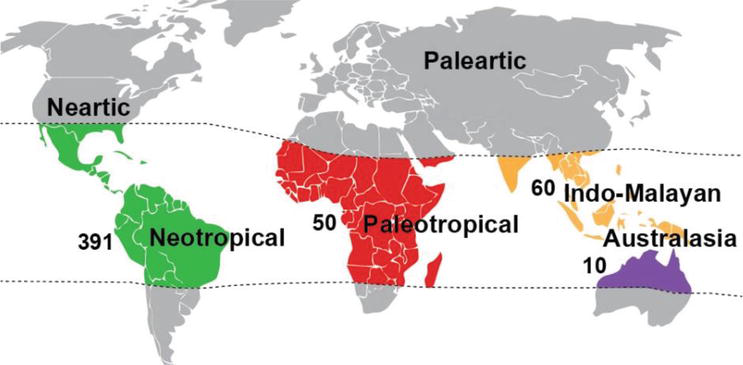
پراکندگی جغرافیایی زنبورهای بدون نیش

زنبورهای بدون نیش را می‌توان در بیشتر مناطق گرمسیری یا نیمه‌گرمسیری جهان مانند استرالیا، آفریقا، جنوب شرق آسیا و مناطق گرمسیری قاره آمریکا یافت. بیشتر زنبورهای بومی اجتماعی آمریکای مرکزی و جنوبی، زنبورهای بدون نیش هستند. تنها تعداد کمی از آن‌ها عسل را در مقیاسی مناسب برای پرورش توسط انسان، تولید می‌کنند. آن‌ها همچنین در آفریقا از جمله ماداگاسکار بسیار متنوع هستند و در آن‌جا نیز پرورش می‌یابند. عسل زنبورهای بدون نیش، به‌عنوان دارو در طب سنتی بسیاری از جوامع آفریقایی و همچنین در آمریکای جنوبی ارزشمند است.

## رفتار

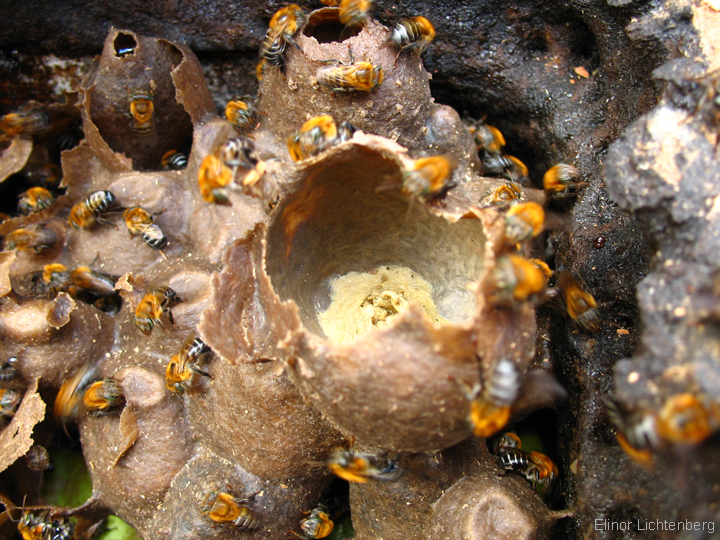
کندوی زنبوران

زنبورهای بدون نیش از آن‌جایی که ساکن مناطق گرمسیری هستند، در تمام طول سال فعال هستند اما در هوای سردتر فعالیت کمتری دارند و برخی از این گونه‌ها میان‌آسایی دارند. برخلاف سایر زنبورهای اجتماعی، آن‌ها نیش نمی‌زنند، اما اگر کندو یا لانهٔ آن‌ها دستکاری شود، با گاز گرفتن، از خود و لانه یا کندو، دفاع می‌کنند. علاوه بر این، تعداد کمی (در سردهٔ Oxytrigona) دارای ترشحات فک پایین از جمله فرمیک اسید هستند که باعث ایجاد تاول‌های دردناک می‌شود. با وجود نداشتن نیش، زنبورهای بدون نیش اجتماعی، ممکن است کلنی‌های بسیار بزرگی داشته باشند که این کلنی‌ها به‌دلیل تعداد بالای مدافعان کندو، بسیار بزرگ شده‌اند.

## کندوها

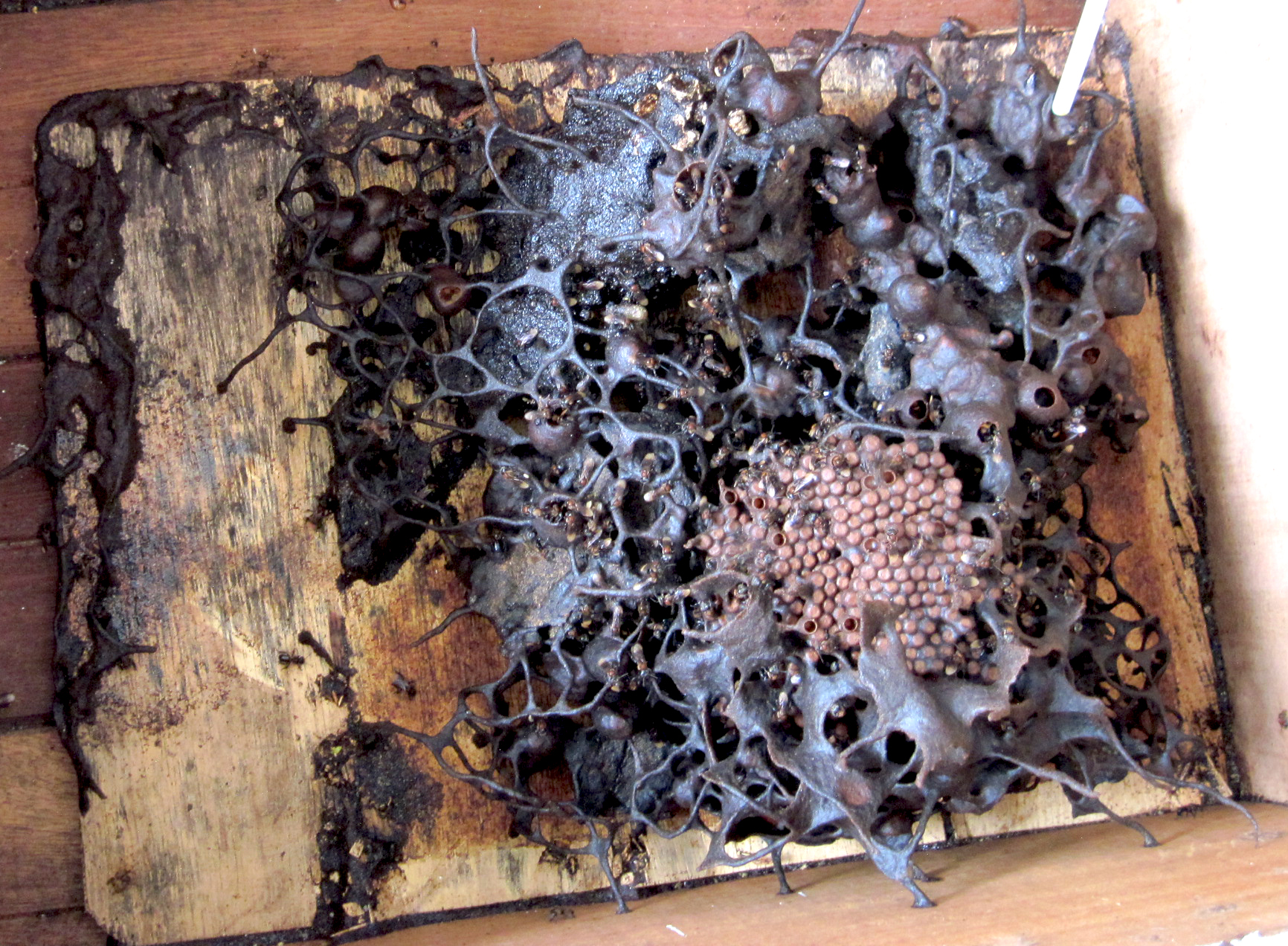
جعبهٔ کندو حاوی کلونی Heterotrigona itama

زنبورهای بدون نیش معمولاً در تنه‌های توخالی، شاخه‌های درختان، حفره‌های زیرزمینی، لانهٔ موریانه‌ها یا شکاف‌های سنگی لانه می‌سازند، اما در حفره‌های دیوار، سطل‌های زبالهٔ قدیمی، کنتورهای آب و مخازن ذخیره‌سازی نیز دیده می‌شوند. بسیاری از زنبورداران، این زنبورها را در کندوی اصلی خود نگهداری می‌کنند یا آن‌ها را به جعبه‌ای چوبی منتقل می‌کنند، زیرا این امر، کنترل کندو را آسان‌تر می‌کند. برخی از زنبورداران، آن‌ها را در بامبو، گلدان، پوست نارگیل و سایر ظروف، مانند کوزه آب، گیتار شکسته و سایر ظروف امن و دربسته قرار می‌دهند.
زنبورها، گرده و عسل را در حفره‌های تخم‌مرغی‌شکلی که از موم زنبور عسل (معمولاً) مخلوط با انواع مختلف رزین‌های گیاهی ساخته شده‌اند، ذخیره می‌کنند. هنگامی که زنبورهای کارگر جوان از تخم، خارج می‌شوند و پس از طی مرحلهٔ لاروی در ابتدا تمایل دارند در داخل کندو بمانند و کارهای مختلفی را در کندو انجام می‌دهند. در هر زمان، کندوها بسته به گونه می‌توانند دارای ۳۰۰ تا ۸۰٬۰۰۰ زنبور کارگر باشند.
باقی‌ماندهٔ حفرهٔ لانه، از جمله منافذ ورودی، عموماً با مخلوطی از موم ترشح‌شده، رزین‌های گیاهی (بره‌موم) و سایر مواد، مانند مدفوع حیوانات پوشیده شده است.

## پژوهش‌ها
در سال ۲۰۲۰، محققان دانشگاه کوئینزلند دریافتند که برخی از گونه‌های زنبور بدون نیش در استرالیا، مالزی و برزیل، عسلی تولید می‌کنند که حاوی ترهالولوز - قندی با شاخص قندخونی (GI) پایین به‌جای گلوکز و فروکتوز معمولی است. این عسل برای سلامتی مفید است زیرا پس از مصرف آن، سطح قند خون به‌سرعت بالا نمی‌رود. این عسل، همچنین باعث پوسیدگی دندان نمی‌شود. یافته‌های این دانشگاه از ادعای دیرینهٔ مردم بومی استرالیا مبنی بر این‌که عسل بومی برای سلامت انسان مفید است، پشتیبانی می‌کند.

## زنبورهای بدون نیش تولیدکنندهٔ عسل
- Austroplebeia spp.
  - A. australis
  - A. cassiae
  - A. cincta
  - A. essingtoni
  - A. magna
- Cephalotrigona
  - C. capitata
- Frieseomelitta
  - F. doederleini
  - F. varia
- Heterotrigona
  - H. itama
- Melipona
  - M. asilvai
  - M. beecheii
  - M. bicolor
  - M. capixaba
  - M. compressipes
  - M. costaricensis
  - M. crinita
  - M. eburnea
  - M. fasciata
  - M. fasciculata
  - M. favosa
  - M. flavolineata
  - M. fuliginosa
  - M. marginata
  - M. panamica
  - M. quadrifasciata
  - M. rufiventris
  - M. scutellaris
  - M. seminigra
  - M. subnitida
  - M. yucatanica
- Meliponula spp.
  - M. bocandei
- Paratrigona
  - P. subnuda
- Partamona
  - P. seridoensis
  - P. helleri
- Scaptotrigona
  - S. bipunctata
  - S. polysticta
  - S. postica
  - S. tubiba
  - S. mexicana
- Schwarziana
  - S. quadripunctata
- Tetragona
  - T. clavipes
  - T. quadrangula
- Tetragonisca
  - T. angustula
- Tetragonula
  - T. carbonaria
  - T. hockingsi
- Trigona (genus)
  - T. iridipennis (Tetragonula iridipennis)[۲۲]